# Unthink
Unthink és una xarxa social a Internet llançada a l'octubre del 2011 que té com a objectiu desafiar Facebook i Google+.
El lloc-web va començar les proves beta el 25 d'octubre de 2011. El lloc-web va ser concebut per Natasha Dedis, qui ara n'és directora executiva. Ella va començar a idear l'empresa arran de llegir les condicions d'ús de Facebook. Els usuaris de la web poden optar per pagar una quota pel servei o optar per una funció publicitària de patrocini. El lloc web també tracta d'oferir als usuaris un fàcil control de la seva privacitat en línia.
Unthink ha rebut $ 2.5 milions del fons de capital DouglasBay. Té la seu a Tampa, Florida. En el moment en què les proves beta de llançament el lloc-web comptava amb deu empleats. El lloc-web es va veure superat en el dia de llançament, amb un enorme trànsit, i va tenir problemes de servei.
La comercialització d'Unthink s'ha centrat en les seves diferències amb Facebook. En particular, destaquen el fet que els usuaris controlen la informació que cedeixen a la pàgina. Els usuaris poden exportar part de la seva informació de Facebook a Unthink.
La comercialització d'Unthink també ha volgut remarcar la "revolució social" i les qualitats de "salvatge i lliure" del lloc-web. Tanmateix, no va tenir èxit i va deixar d'estar operativa l'agost de 2012.